# Rosa Granjé
Rosa Granjé (Antwerpen, 23 november 1907 - Borgerhout, 14 januari 1983) was een Belgische componiste en muziekpedagoog. Ze schreef orkest- en kamermuziek. 

## Muzikale carrière
Rosa Granjé studeerde aan het Koninklijk Vlaams Conservatorium van Antwerpen. Ze kreeg er onder andere les van dirigent-componist Flor Alpaerts. Alpaerts steunde Granjé in haar beginjaren als componiste door haar werken op te voeren, onder andere tijdens de Dierentuinconcerten. In 1934 was Granjé, samen met Walter Weyler, eerste laureaat van het examen fuga en contrapunt. Datzelfde jaar kreeg ze ook de Prijs Albert De Vleeshouwer voor haar Luimige fantasie voor klarinet en piano. In 1935 nam Granjé deel aan de Prijs van Rome, waar ze een eervolle vermelding kreeg.
In 1937 werd Granjé aangeworven als solist-pianist bij de N.I.R. (Nationaal Instituut voor de Radio-omroep). Datzelfde jaar werd ze ook lid van de Kunst- en Kulturele Kring Rupergouw (Rugo).
Granjé was muzieklerares aan het Koninklijke Meisjeslyceum in Antwerpen van 1940 tot 1970. Vanaf 1942 was ze ‘hulpleraar’ harmonie aan het Koninklijk Conservatorium van Antwerpen en vanaf 1954, tot haar pensioen in 1973, was ze er docent harmonie.

## Werken
- Zomerindruk, gebaseerd op een fragment uit de populaire roman De Witte (1920) van Ernest Claes (ca. 1934)[1]
- Luimige fantasie: solo voor klarinet met klavierbegeleiding (1934)[1][5]
- Ballade op Heer Halewijn (ca. 1935)[1]
- Herdersdicht: églogue voor fluit met klavierbegeleiding (ca. 1934-1935)[1][6]
- Muziek voor het sprookjesspel Goudkopje, gebaseerd op het boek Goudkopje's Wonder Avontuur van Emilius (Emiel) Henricus Fredrix (ca. 1936)[4][7]
- Lenteydille (ca. 1938)[4]
- Vocalise n° 1 (1943)[8]
- Trekkerslied (datum onbekend)[9]
- Bijenlied (datum onbekend)[9]